# Числа Каталана
Числа Катала́на — числовая последовательность, встречающаяся во многих задачах комбинаторики.
Последовательность названа в честь бельгийского математика Эжена Шарля Каталана, хотя была известна ещё Леонарду Эйлеру.
Числа Каталана {\displaystyle C_{n}} для {\displaystyle n=0,1,2,\dots } образуют последовательность:
1, 2, 5, 14, 42, 132, 429, 1430, 4862, 16796, 58786, 208012, 742900, 2674440, 9694845, 35357670, 129644790, 477638700, 1767263190, 6564120420, 24466267020, 91482563640, 343059613650, 1289904147324, 4861946401452, … (последовательность A000108 в OEIS)

## Определения
n-е число Каталана {\displaystyle C_{n}} можно определить несколькими эквивалентными способами, такими как:
- Количество разбиений выпуклого (n+2)-угольника на треугольники непересекающимися диагоналями.
- Количество способов соединения 2n точек на окружности n непересекающимися хордами.
- Количество правильных скобочных последовательностей длины 2n, то есть таких последовательностей из n левых и n правых скобок, в которых количество открывающих скобок равно количеству закрывающих, и в любом её префиксе открывающих скобок не меньше, чем закрывающих.
  - Например, для n = 3 существует 5 таких последовательностей:
 ((())), ()(()), ()()(), (())(), (()()) 

то есть {\displaystyle C_{3}=5}.

- Количество кортежей {\displaystyle (x_{1},x_{2},\ldots ,x_{n})} из n натуральных чисел, таких, что {\displaystyle x_{1}=1} и {\displaystyle x_{i}\leqslant x_{i-1}+1} при {\displaystyle 2\leqslant i\leqslant n}.
- Количество неизоморфных упорядоченных бинарных деревьев с корнем и n + 1 листьями.
- Количество всевозможных способов линеаризации декартова произведения 2 линейных упорядоченных множеств: из 2 и из n элементов.
- Количество путей Дика из точки(0,0) в точку (n, n).[2]

## Свойства
- Числа Каталана удовлетворяют рекуррентному соотношению:
{\displaystyle C_{0}=1\quad } и {\displaystyle \quad C_{n}=\sum _{i=0}^{n-1}C_{i}C_{n-1-i}} для {\displaystyle n\geqslant 1}.

Это соотношение легко получается из того, что любая непустая правильная скобочная последовательность однозначно представима в виде w = (w1)w2, где w1, w2 — правильные скобочные последовательности.
- Есть ещё одно рекуррентное соотношение:

{\displaystyle C_{0}=1\quad } и {\displaystyle \quad C_{n}={\binom {2n}{n}}-\sum _{k=0}^{n-1}C_{k}{\binom {2n-2k-1}{n-k}}}.
- Ещё одна рекуррентная формула:

{\displaystyle C_{0}=1\quad } и {\displaystyle \left(n+1\right){{C}_{n}}={{4}^{n}}-{\frac {1}{2}}\sum \limits _{k=0}^{n-1}{{{4}^{n-k}}{{C}_{k}}}}. Если положить {\displaystyle c_{n}={\frac {C_{n}}{4^{n}}}}, то получается удобная для вычислений рекурсия {\displaystyle c_{0}=1}, {\displaystyle c_{n}={\frac {1}{n+1}}-{\frac {1}{2\left(n+1\right)}}\sum \limits _{k=0}^{n-1}{c_{k}}}.
Отсюда следует: {\displaystyle \sum \limits _{k=0}^{\infty }{{\frac {C_{k}}{4^{k}}}=}\sum \limits _{k=0}^{\infty }{c_{k}}=2}.
- Также существует более простое рекуррентное соотношение:
{\displaystyle C_{0}=1\quad } и {\displaystyle \quad C_{n}={\frac {2(2n-1)}{n+1}}C_{n-1}}.

- Производящая функция чисел Каталана равна:
{\displaystyle \sum _{n=0}^{\infty }C_{n}z^{n}={\frac {1-{\sqrt {1-4z}}}{2z}}.}

- Числа Каталана можно выразить через биномиальные коэффициенты:
{\displaystyle C_{n}={\frac {1}{n+1}}{2n \choose n}={\frac {1}{2n+1}}{2n+1 \choose n}={\binom {2n}{n}}-{\binom {2n}{n-1}}.}

Другими словами, число Каталана {\displaystyle C_{n}} равно разности центрального биномиального коэффициента и соседнего с ним в той же строке треугольника Паскаля.
- Асимптотически {\displaystyle C_{n}\sim {\frac {4^{n}}{n^{3/2}{\sqrt {\pi }}}}.}